# Броненосни крайцери тип „Минотавър“
Минотавър (на английски: Minotaur) са серия броненосни крайцери на Кралския военноморски флот, построени в началото на XX век. Проектът е развитие на типа крайцери „Уориър“ В кралския флот се отнасят към крайцерите от 1-ви клас. Всичко от проекта са построени 3 единици: „Минотавър“ (на английски: HMS Minotaur) „Шанън“ (на английски: HMS Shannon) и „Дифенс“ (на английски: HMS Defence). Потроени са, за да действат като авангард на главните линейни сили на флота. Последните броненосни крайцери на британския флот. Всички те вземат активно участие в Първата световна война.
Последващият клас кораби, които са предназначени за действие в авангарда на линейните сили на флота, са линейните крайцери от типа „Инвинсибъл“.

## Конструкция
Факторът, който оказва влияние върху външния вид на крайцерите, се оказва модната теория от онези години за необходимостта от трудно забележим силует. По която се увличат толкова много, че на новите крайцери комините се оказват даже по-ниско от корабния мостик. В резултат на това не само приборите за управление на стрелбата са обвити в дим, но и физически е трудно да се намираш на мостика. След модернизация височината на комините е увеличена. В резултат на промените комините са издигнати до рекордните 4,5 м.

### Корпус
Корпусът на „Шанън“ се различава от този на останалите, бидейки с един фут по-широк и има газене с един фут по-малко.

### Силова установка
Крайцерите имат две 4-цилиндрови парни машини с тройно разширение, всяка задвижваща собствен вал, които имат общата мощност от 27 000 индикаторни конски сили и са разчетени за достигане на максималната скорост от 23 възела (43 км/ч). Машините се захранват от 24 водотръбен котел|водотръбни котли Babcock & Wilcox на „Минотавър“ и 24 Яроу на „Шанън“ и „Динфес“. Работното налягане на пара е 275 фунта за квадратен дюйм (PSI). Пълният запас гориво е достатъчен за далечина на плаване от 6700 морски мили на ход 10 възела (19 км/ч). Пълният запас гориво е: въглища 2090 т (2060 дълги тона), нефт 760 т (750 д. т).

### Брониране
Круповски тип корабна броня. Схемата на брониране е като на предния тип освен липсата на броневия пояс между средната и горната палуба от 152 мм броня. Челната част на оръдейните кули на главния калибър е 8-дюймова (203 мм), и те имат 7-дюймови (178 мм) страни и тил. Челото на 7,5-дюймовите кули също е с осем дюймова дебелина, но техните страни са само 6-дюймови (152 мм), а тилът е 4,5-дюймов (114 мм). Барбетите на кулите на ГК имат дебелина седем дюйма (178 мм), както и подемниците за боеприпаси, които между по-долната и главните палуби са двудюймови. Дебелината на долната палуба се колебае от 1,5 дюйма в плоската ѝ част до два дюйма по скоса, долепен до долния край на пояса. По краищата на крайцерите дебелината на палубата се увеличава до два дюйма. Стените на носовата бойна рубка са с 10 дюйма дебелина, а на кърмовата бойна рубка – три дюйма.

### Въоръжение
На корабите има четири 234-мм/50 (BL 9.2 inch Mk XI) оръдия в двуоръдейни кули в носовата и кърмовата части. Оръдията стрелят с два типа снаряди с еднакво тегло по 172 кг с начална скорост от 876 м/с. Оръдията имат ъгъл на възвишение от 15°, ъгъл на свеждане −5°. Това им позволява да водят огън на 14 813 м. Боезапасът за всяко оръдие се състои от 100 снаряда. Скорострелността на тези оръдия е до четири изстрела в минута. Крайцерите използват същите двуоръдейни кули, които стоят и на броненосците от типа Lord Nelson, независимо от увеличаването на теглото, кулите не се олекотяват, а се намалява дебелината на бронята за компенсиране на теглото при използването им на крайцерите.
Средният калибър съставляват десет 190-мм/50 оръдия, всички в еднооръдейни кули. За всяко оръдие има по 100 изстрела, в сумарно 1000. Стволовете на оръдията се издигат до 15° и се спускат на 7,5°. Техните 91 кг снаряди летят със средна скорост от 866 м/с на максималната далечина на стрелба от 14 238 м при скорострелност от четири изстрела в минута. Бордовият залп на 234-мм и 190-мм оръдия съставлява 1143 кг.
Малкият калибър е съставен от шестнадесет 12-фунтови скорострелни оръдия. Както и при „Дредноут“ (HMS Dreadnought) 76 мм оръдия са разположени по надстройките и покривите на кулите, те най-накрая идват на сменя на безполезните 47 мм оръдийца. Осем от тях са разположени на покривите на 7,5-дюймовите оръдейни кули, а останалите осем върху надстройките (четири на носовата и четири на кърмовата) и дават до 15 изстрела в минута. Те изстрелват 3-дюймовите (76 мм), 5,7 кг (12,6 фунта) снаряди при начална скорост от 810 м/с на максималната далечина от 8500 м при максималния ъгъл на възвишение от + 20°.
Също така крайцерите имат по пет 450 мм подводни торпедни апарата.

## Представители на проекта
| Кораб        | Производител       | Производител на машините | Дата                | Дата                 | Дата               | Стойност на построяването |
| Кораб        | Производител       | Производител на машините | Заложен             | Спуснат на вода      | Въведен в строй    | (BNA 1914)                |
| ------------ | ------------------ | ------------------------ | ------------------- | -------------------- | ------------------ | ------------------------- |
| HMS Minotaur | Devonport Dockyard | Hawthorn                 | 2 януари 1905 г.    | 6 юни 1906 г.        | 1 април 1908 г.    | £1 438 065 *              |
| HMS Shannon  | Chatham Dockyard   | Humphreys                | 2 януари 1905 г.    | 20 септември 1906 г. | 10 март 1908 г.    | £1 423 410 *              |
| HMS Defence  | Пембрук Док        | Scotts S. & E. Co.       | 22 февруари 1905 г. | 24 април 1907 г.     | 9 февруари 1909 г. | £1 383 744 *              |

* = estimated cost, including guns (приблизителна стойност, включая оръдията)

## История на службата
- „Минотавър“ е заложен на 2 януари 1905 г., спуснат на вода на 6 юни 1906 г., влиза в строй на 1 април 1908 година. Предаден за скрап 1920 година.
- „Шенън“ е заложен на 2 януари 1905, спуснат на вода на 20 септември 1906 г., влиза в строй на 10 март 1908 година. Предаден за скрап 1920 година.
- „Дифенс“ е заложен на 22 февруари 1905 г., спуснат на вода на 24 април 1907 г., влиза в строй на 9 февруари 1909 година. Участва в Ютландското сражение, потъва на 31 май 1916 година.

## Оценка на проекта
| Заложен                                        | 1905               | 1905                  | 1905                | 1905              | 1903               | 1905              |
| Встъпил в строй                                | 1907               | 1908                  | 1907                | 1908              | 1906               | 1909              |
| Размери, м (Д×Ш×Г)                             | 137,1×23×8         | 158,2×22,7×7,91       | 144,6×21,6×8,17     | 161,2×22,86×7,92  | 153,8×22,2×7,62    | 140,5×21,0×7,1    |
| Водоизместимост нормална                       | 13 750 t           | 14 595 ts             | 11 616 t            | 15 170 t          | 14 500 ts          | 9832 t            |
| Пълна                                          | 15 400 t           | 16 085 ts             | 12 985 t            | 18 500 т          | 15 715 ts          | 10 600 t          |
| Силова установка                               |                    |                       |                     |                   |                    |                   |
| Мощност (номинална), к.с. (скорост, възела)    | 20 500 (20,5)      | 27 000 (23)           | 26 000 (22,5)       | 19 700 (21)       | 27 500 (22)        | 20 000 (23)       |
| Максимална, к.с. (скорост, възела)             | 20 736 (20,5)      |                       | 28 783 (23,6)       | 20 580 (21,43)    |                    | 20 808 (23,47)    |
| Далечина на плаване, морски мили (при, възела) |                    | 2920 (20,5) 8150 (10) | 4800 (14) 5120 (12) |                   | 6500 (10)          | 2500 (12)         |
| Брониране                                      |                    |                       |                     |                   |                    |                   |
| Борд                                           | 178                | 152                   | 150                 | 152               | 127                | 200               |
| Палуба                                         | 76                 | 38                    | 60                  | 38 + 25           | 76                 | 130               |
| Кули                                           | 178                | 203                   | 170                 | 203               | 229                | 180               |
| Въоръжение                                     | 4×305 mm 12×152 mm | 4×234 mm 10×190 mm    | 8×210 mm 6×150 mm   | 4×254 mm 8×203 mm | 4×254 mm 16×152 mm | 4×254 mm 8×190 mm |

### Коментари към таблицата
1. ↑  на скосовете 102 mm
2. ↑  по други данни 50 mm

## Коментари
1. ↑  Всички характеристики са приведени според Ненахов Ю. Ю. Указ. Соч. С. 316.